# Маластувка
Маластувка (пол. Małastówka) — гірська річка в Польщі, у Горлицькому повіті Малопольського воєводства на Лемківщині. Ліва притока Сенкувки, (басейн Балтійського моря).

## Опис
Довжина річки 9 км, найкоротша відстань між витоком і гирлом — 7,74  км, коефіцієнт звивистості річки — 1,17 . Річка тече у Низьких Бескидах.

## Розташування
Бере початок на північно-західній стороні від Баниці (гміна Сенкова). Тече переважно на північний захід через Пантну, Маластів і на південно-східній околиці Ропиці Гурної впадає у річку Сенкувку, праву притоку Ропи.

## Цікаві факти
- Понад річкою проходить автошлях № 977 місцевого значення[3].
- З лівого берегу річки пролягає туристичний шлях, який на мапі туристичній значиться синім кольором (Баниця — Магура Матастовська (813 м) — Горлиці)[3].